# Argyrosticta vauaurea
Argyrosticta vauaurea là một loài bướm đêm trong họ Noctuidae.